# Bavanište, Banatul de Sud
Bavanište (Баваниште), pronunțat în limba română Bavaniște, cu denumirile în maghiară Bálványos, Homokbálványos, germană Bawanischte este un sat situat în partea de nord-est a Serbiei, în Voivodina. Aparține administrativ de comuna Cuvin. La recensământul din 2002 localitatea avea 6106 locuitori.